# Repressió política
Repressió política és l'acció de contenir, detenir o castigar actuacions polítiques o socials des del poder per part de les autoritats públiques, negant o impedint l'exercici dels drets i llibertats (expressió, reunió, manifestació, associació, sindicació) que solen considerar-se pròpies dels sistemes democràtics. Habitualment es veu acompanyada per violència, tant legal com informal. La força de l'exemple de qui sofreix aquesta violència fa que, per temor, la resta de la societat es reprimeixi a si mateixa en l'exercici de la llibertat, que queda així anul·lada per a tots, excepte per al poder i per a aquells en el benefici dels quals es realitza la repressió.